# قصر عينا محل
عينا محل ( تترجم حرفيا. قصر المرايا) هو قصر شُيد في القرن الثامن عشر يقع بجواره مباشرة قصر براغ محل في داربارجاد، بهوج، كوتش، ولاية غوجارات، الهند. بُني القصر في عهد الحاكم لاخباتجي حاكم ولاية كوتش عام 1750. حيث قام رام سينغ مالام، الحرفي البارع الخاص بلاخباتجي، بتصميم القصر على الطراز المحلي وزينه على الطراز الأوروبي بالزجاج والمرايا والبلاط. يتكون القصر من طابقين: الطابق الأول به قاعة الحضور، وقاعة المتعة، وقاعة المرايا، وشقق فندقية، والطابق الثاني به قاعة الانتظار، وقاعة الدربار (الديوان)، وقاعة الزواج. تحول المبنى إلى متحف يضم مجموعة "أوروبية" راقية تشمل الساعات والأواني والألعاب الميكانيكية واللوحات والصور.

## تاريخ قصر عينا محل

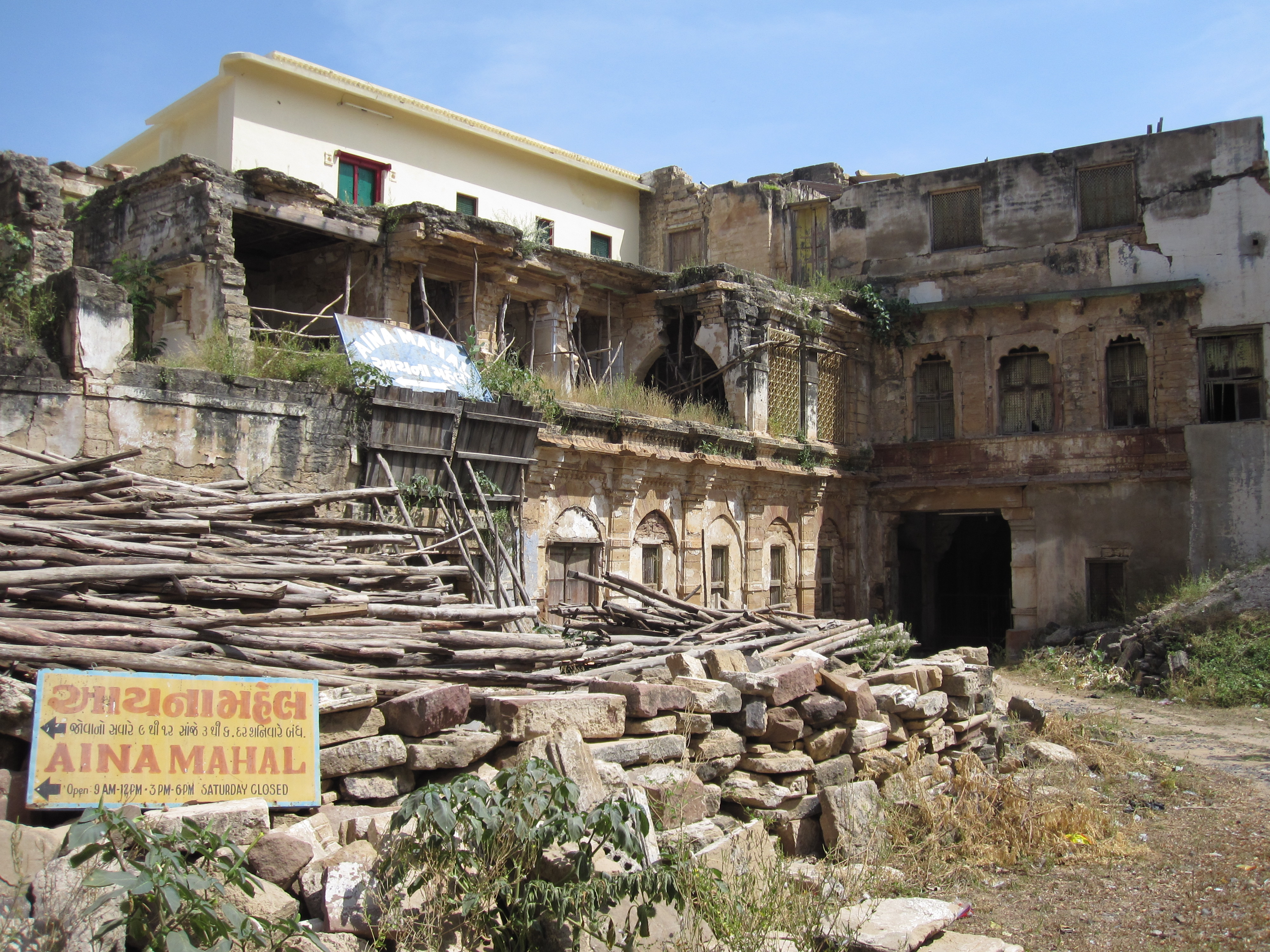
حطام عينا محل بعد زلزال غوجارات عام 2001

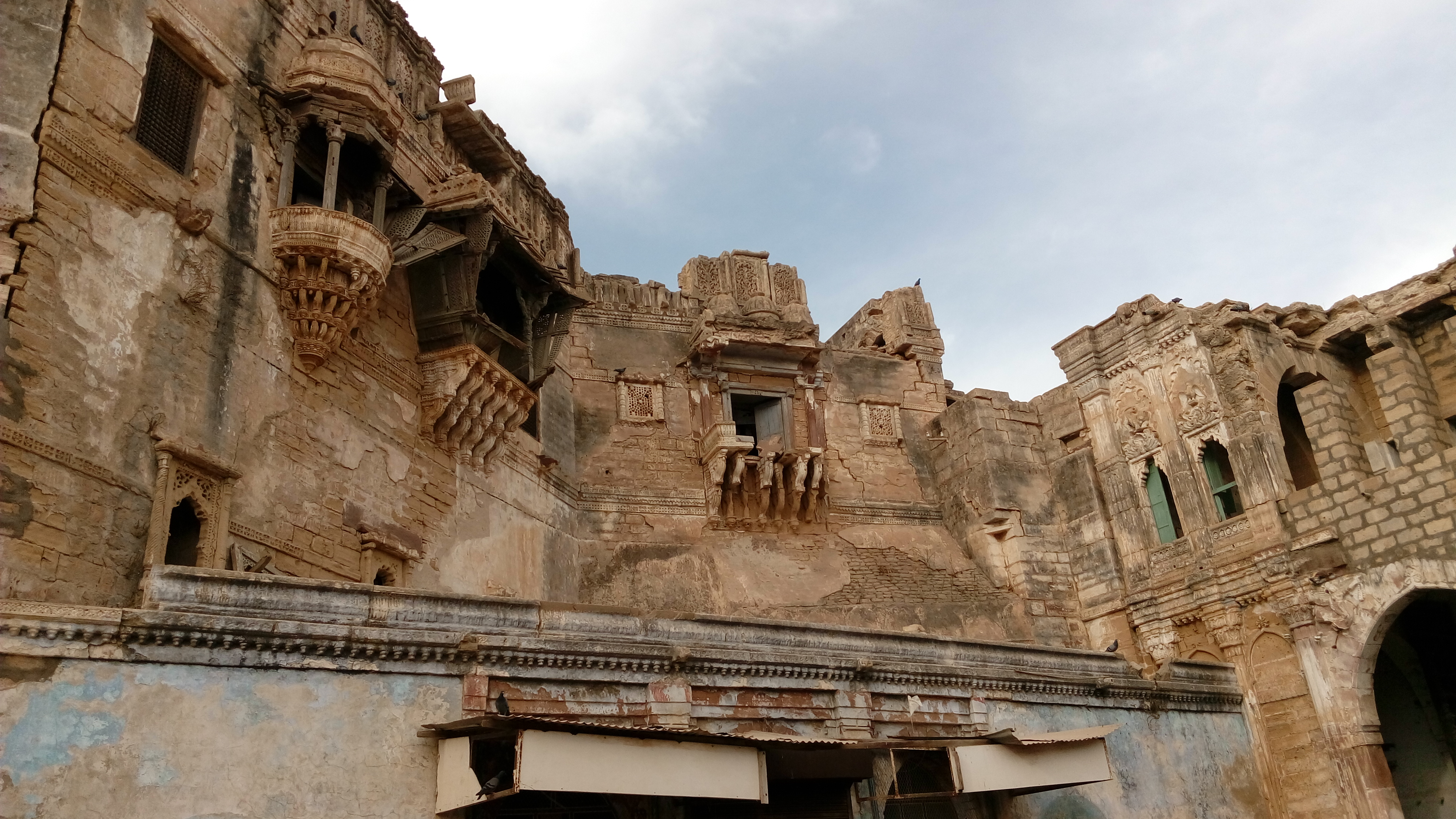
الجزء الخارجي المتضرر

بني قصر عينا محل في عهد الحاكم لاخباتجي ( 1741–1760) في عام 1750 تقريبًا.  كان رام سينغ مالام كبير المهندسين المعماريين ومصممي القصر، الذي عاش في أوروبا لمدة 18 عامًا وأتقن العديد من المهارات الحرفية والمعمارية الأوروبية. تكلف بناء القصر 80 لكح (8 ملايين) كوتش كوري أو قرابة 20 لكح (2 مليون)؛ بما يعادل ثلاث سنوات من إيرادات الدولة في تلك الفترة.
في عام 1830، زارت السيدة الإنجليزية بوستناس القصر ولاحظت انطباعاتها في مذكراتها بعنوان كوتش (1839). لاحظت "مزيج الزخرفة المتنوع وغير المتناسب" في غرفة مضاءة بالشموع الكبيرة حيث وجدت ست ساعات موسيقية تعزف في آن واحد بين كؤوس الجيلي والمزهريات القديمة.
تحول القصر إلى متحف في عام 1977. وقد تعرض لأضرار بالغة في زلزال ولاية غوجارات عام 2001 لكنه خضع لعملية ترميم وأصبح يضم الآن متحف عينا محل ترست